# جون زد. غودريش
جون زد. غودريش هو محامي وسياسي أمريكي، ولد في 27 سبتمبر 1804 في شيفيلد ‏ في الولايات المتحدة، وتوفي في 19 أبريل 1885 في Stockbridge, Massachusetts ‏ في الولايات المتحدة. نشط حزبياً في الحزب الجمهوري وحزب اليمين. وقد انتخب عضو مجلس النواب الأمريكي ‏.